# Amphicoma formosana
Amphicoma formosana es una especie de coleóptero de la familia Glaphyridae.

## Distribución geográfica
Habita en Taiwán (China).